# Andrej Kaminsky
Andrej Kaminsky (* 1964 in Helsinki) ist ein deutscher Schauspieler und Schauspiellehrer.

## Leben
Andrej Kaminsky ist der Sohn eines Diplomatenpaares, das sich beim Studium in Moskau kennenlernte. Seine Mutter ist Russin. Die Eltern lebten und arbeiteten mehrere Jahre in Helsinki, Kaminskys Geburtsstadt. Aufgewachsen ist er in Berlin und besuchte eine Schule im Berliner Ortsteil Pankow. Von 1985 bis 1989 studierte Kaminsky erfolgreich an der Hochschule für Schauspielkunst „Ernst Busch“ Berlin. 1992 folgte eine Gesangsausbildung im Bereich Musical bei Vicky Hall.
Als Bühnenschauspieler debütierte Kaminsky 1989 am Theater Rudolstadt. Es folgten Engagements am Kleist-Theater Frankfurt (Oder), am Berliner Ensemble und am Theater Nordhausen. Hier leitete er von 1995 bis 1998 das Kinder- und Jugendtheater. Danach wechselte Kaminsky an das Staatstheater Kassel, dem er bis 2002 angehörte. Weitere Stationen waren unter anderem die Schaubühne am Lehniner Platz, das Schauspiel Frankfurt, das Schlosstheater Celle, das Maxim Gorki Theater und das Theater Konstanz. In Leipzig spielte er von 2007 bis 2013 am Schauspiel, mit Beginn der Spielzeit 2013/14 wechselte Kaminsky an das Theater Bonn. Seit der Spielsaison 2017/18 ist er Mitglied im Ensemble des Theaters Augsburg.
Im Jahr 2000 gründete Andrej Kaminsky das Gesangsensemble Harmonisch & Co. Er leitet Theaterworkshops mit Kindern und Behinderten sowie im Strafvollzug. Seit 2005 hat er darüber hinaus Dozenturen an der Hochschule für Schauspielkunst „Ernst Busch“ und der Filmuniversität Babelsberg.
Im Fernsehen sah man Kaminsky zum ersten Mal 1989 in einer Folge der Reihe Polizeiruf 110, seither arbeitet er sporadisch auch vor der Kamera, häufig als Gastdarsteller in verschiedenen Krimiserien.
Andrej Kaminskys erste Ehefrau war eine Polin, deren Familiennamen er bei der Trauung annahm. Mit ihr hat er einen mittlerweile erwachsenen Sohn. Derzeit ist er mit der Regisseurin Mareike Mikat verheiratet, mit der er ebenfalls ein gemeinsames Kind hat, das im April 2015 geboren wurde. Kaminsky lebt in Berlin.
2016 tauchte Andrej Kaminsky erstmals auf dem YouTube-Kanal "Grim Hustle" auf, wo er in die Rolle eines russischen Mafia-Bosses namens Andrucha schlüpfte. Seit 2022 ist er der Hauptdarsteller dieses YouTube-Kanals und teilt dort Lebensweisheiten aus Sicht eines Mafia-Bosses. Produziert wird dieser YouTube-Kanal vom Felix Charin.

## Filmografie
- 1989: Polizeiruf 110 – Drei Flaschen Tokajer
- 1991: Großstadtrevier – Das schwarze Schaf
- 1996: Polizeiruf 110 – Lauf oder stirb
- 2007: Alle Alle
- 2010: Der Kriminalist – Das Vogelmädchen
- 2010: SOKO Leipzig – (2 Folgen: Das Schwein und Der Aufstand)
- 2012: Tatort – Todesbilder
- 2012: Europas letzter Sommer
- 2012: Ein starkes Team – Schöner Wohnen
- 2015: Der Staat gegen Fritz Bauer
- 2015: Das Geständnis
- 2016: Viktor (Kurzfilm)
- 2016: SOKO Köln – Tödlicher Alleingang
- 2016: Alles was zählt (2 Folgen)
- 2017: SOKO Leipzig – Vaterliebe
- 2018: Tatverdacht: Team Frankfurt ermittelt
- 2018: Atlas
- 2020: Schwester, Schwester
- 2021: Hubert ohne Staller – Die letzte Reise
- 2022: Zimmer mit Stall – Über alle Berge
- 2023: Der Zeuge
- 2023: John Wick: Kapitel 4 (John Wick: Chapter 4)
- 2023: Wolfswinkel (Fernsehfilm)
- 2024: Kleo (Fernsehserie)
- 2025: A Working Man